# Бруно фон Шауэнбург
Бруно фон Шауэнбург (нем. Bruno von Schauenburg. Bruno von Olmütz, Bruno von Schaumburg, чеш. Bruno ze Schauenburku; между 1200 и 1205 — 17 января 1281, Кромержиж) — богемский религиозный деятель немецкого происхождения, епископ Оломоуцкий (1245—1281). Земский гетман Штирии в 1262—1269 годах.

## Биография

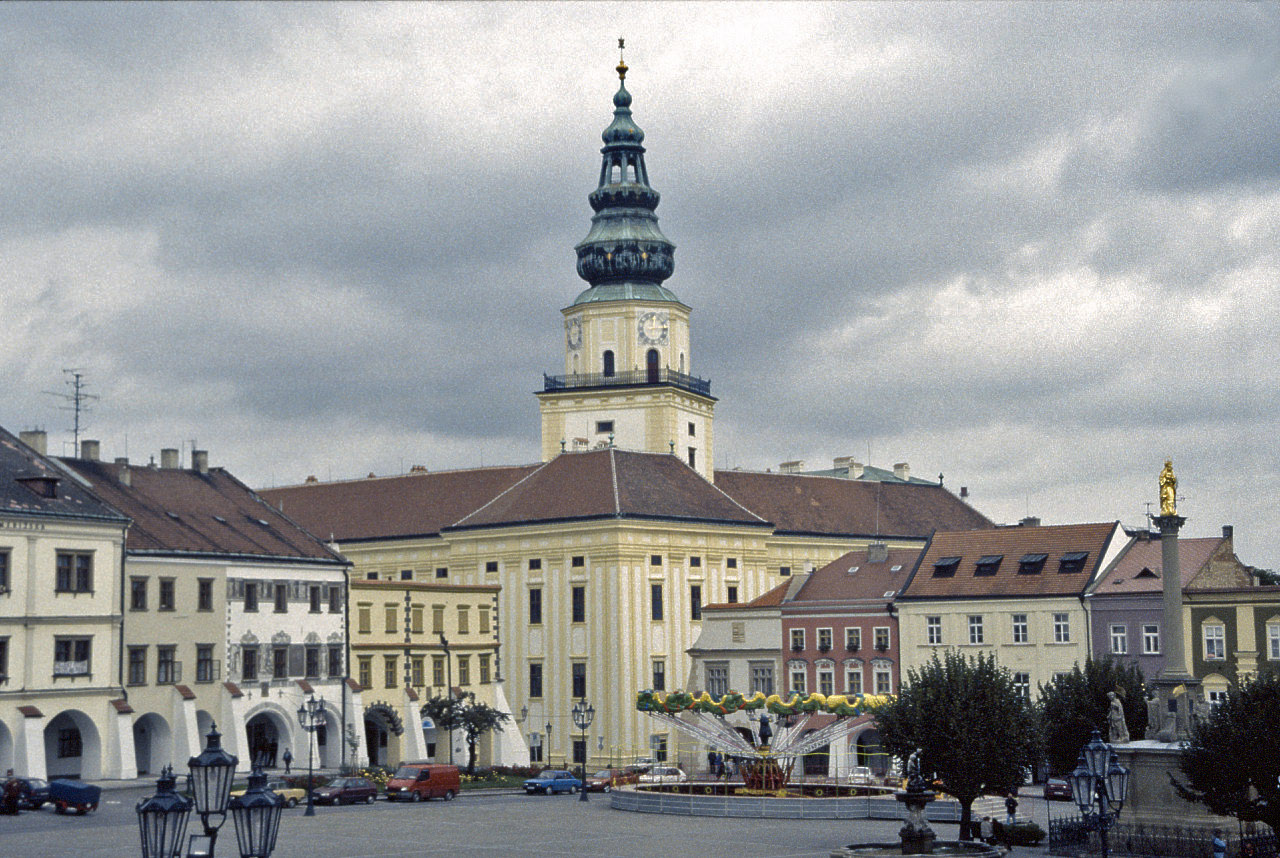
Епископская резиденция в Кромержиже

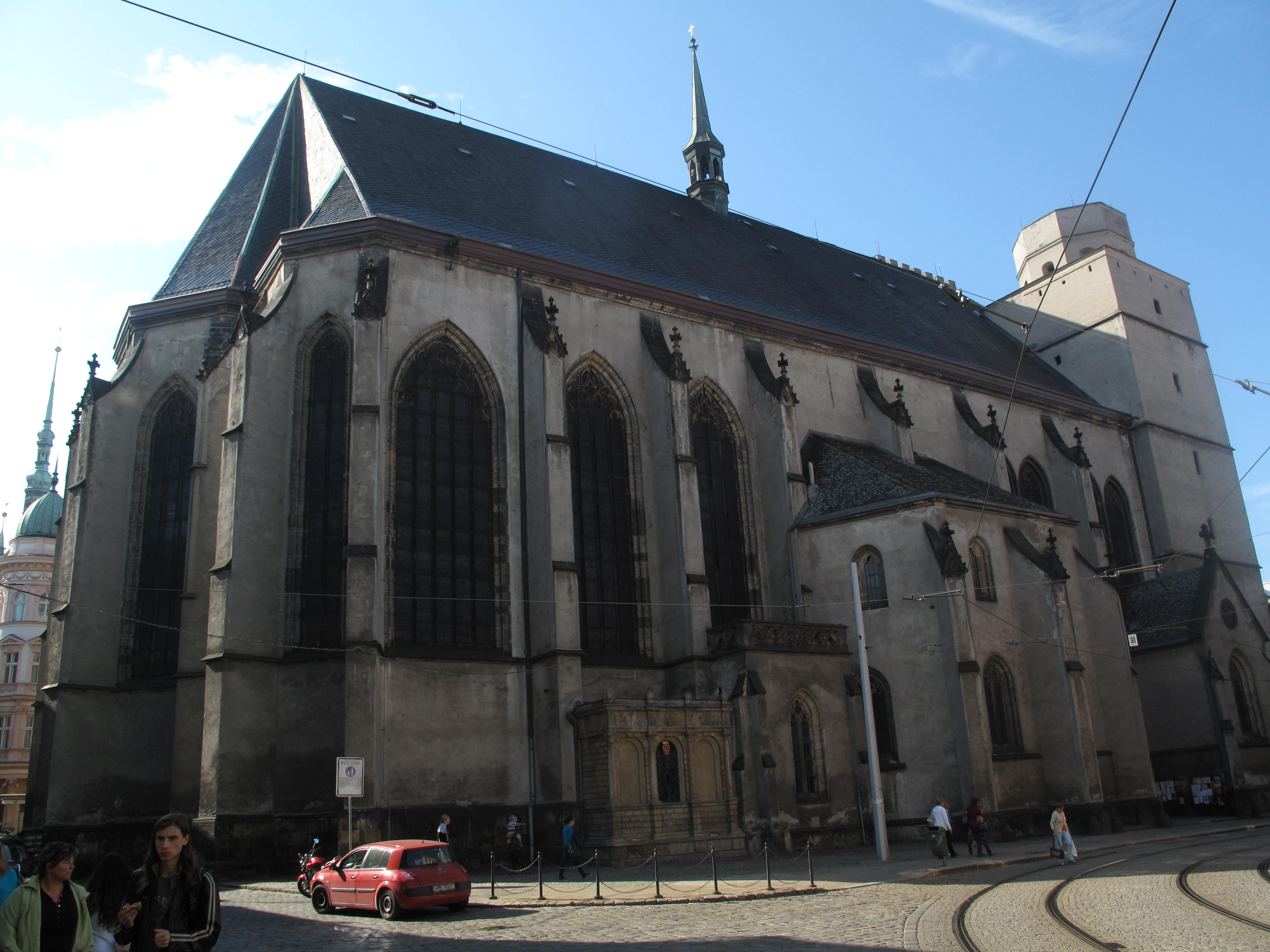
Костёл Святого Маврикия в Оломоуце. Место захоронения епископа Бруно фон Шауэнбурга

Сын графа Гольштейна Адольфа III и Адельгейды Квертфуртской, дочери графа Бурхарда III Кверфуртского.
С молодости — на церковной службе. В 1229 году стал пробстом кафедрального собора в Любеке. В 1236 году служил приходским священником в Гамбурге, в 1238 году — избран проповедником в Магдебурге, на этих выборах его противник получил ранение, в котором был обвинён Шауэнбург. Скрываясь от преследования, бежал из города, кроме того, архиепископ Магдебурга отлучил его от церкви. Однако Шауэнбург отправился в Рим и получил прощение у Папы Римского.
В 1244 году Папа Иннокентий IV назначил его папским священником. 20 сентября 1245 года Папа назначил его епископом Оломоуцким. После долгих споров, был утверждён в епископстве в 1247 году. В том же году его епископство, после долгих колебаний, подтвердил чешский король Вацлав I. Особая милость короля была выражена епископу Бруно фон Шауэнбургу после того, как он встал на сторону Вацлава I в его споре с сыном Пржемыслом Отакаром, а затем помог примирить отца и сына.
Епископ Оломоуцкий был одним из главных советников и дипломатов чешских королей: Вацлава I и особенно Пшемысла Отакара II для которого он был «правой рукой». Будучи епископом Оломоуцким, вошёл в историю Моравии, благодаря колонизации и созданию многих новых городов.
В церковных делах епископ активно пытался реформировать церковное управление. Обновил ряд старых и создал новые деканаты. Созывал синоды, устанавливал новые церковные управления. Занимался увеличением церковной собственности, добился их значительного расширения и увеличения. Рядом с старым поселением в 1260 г. основал новый город Кромержиж с замком (ныне Епископская резиденция в Кромержиже). После пожара собора Св. Вацлава в Оломоуце в 1265 году отремонтировал его в готическом стиле. Кроме замка в Кромержиже, основан замки Миров, Блансек, Фулштейн, Шаумбурк и другие. Внёс большой вклад в создание города Угерске-Градиште.
Считается пионером колонизации средневековой Моравии, населявшим до тех пор незаселенные районы, главным образом, в центральной части и на севере Моравии (районы между Одером и Остравицей).
После смерти Вацлава I епископ стал наставником и дипломатом молодого короля Пшемысла Отакара II, во всём служил опорой и поддержкой королевской власти в Моравии. В 1254—1255 и 1267—1268 годах сопровождал Пршемысла Отакара II в крестовом походе в Пруссию. Способствовал переходу в пользу короля Чехии герцогства Штирия от Белы IV Венгерского, и в 1262—1269 годах занимал пост земского гетмана Штирии. В результате переговоров добился для Пшемысла Отакара II руки дочери князя Ростислава Михайловича Кунигунды Славонской, внучки Белы IV.
Умер в 1281 году и был похоронен перед главным алтарём в костёле Святого Маврикия в Кромержиже, которую сам и основал.